# International Superstar Soccer '98
International Superstar Soccer '98 (Japans: 実況ワールドサッカーワールドカップフランス'98) is een videospel dat werd ontwikkeld en uitgegeven door Konami. Het spel kwam in 1998 uit voor de Nintendo 64 en de Sony PlayStation. Met het spel kan de speler voetbal spelen. Het perspectief van het spel is in de derde persoon. Het spel bevat 52 teams met elk 20 spelers.

## Platforms
| Platform    | Jaar |
| ----------- | ---- |
| Nintendo 64 | 1998 |
| PlayStation | 1998 |

## Ontvangst
| Beoordeeld door               | Platform    | Datum            | Score |
| ----------------------------- | ----------- | ---------------- | ----- |
| Total! (Duitsland)            | Nintendo 64 | augustus 1998    | 100%  |
| Consoles Plus                 | PlayStation | september 1998   | 95%   |
| NowGamer                      | PlayStation | 11 augustus 1998 | 92%   |
| Game Play 64                  | Nintendo 64 | september 1998   | 90%   |
| X64                           | Nintendo 64 | oktober 1998     | 90%   |
| All Game Guide                | Nintendo 64 | 1998             | 90%   |
| Svenska PlayStation Magasinet | PlayStation | september 1998   | 90%   |
| Power Unlimited               | Nintendo 64 | juni 1998        | 89%   |
| Absolute Playstation          | PlayStation | oktober 1998     | 87%   |
| Nintendo Power Magazine       | Nintendo 64 | augustus 1998    | 85%   |